# Poul Pagh
Poul Pagh (født 14. februar 1796 uden for Fredericia, død 30. november 1870 i Aalborg) var en købmand og skibsreder. Han drog til Aalborg efter sin konfirmation, hvor han kom i handelslære hos Broder Møller. I 1819 kom han i lære som købmandskarl ved Søren Winkel. Her lærte Pagh alt om handel og skibsfart. Pagh tog borgerskab efter 10 års udlæring ved Søren Winkel. Herefter lejede han sig ind på Vesterå 25 i Aalborg. Gården lejede han af konsul N.C. Rasch. Allerede året efter døde Rasch, hvorfor Pagh købte gården i 1830. 
Pagh anlagde flere virksomheder i Aalborg som selvstændig købmand. Han startede med at handle med korn fra gården i Vesteraa. Det havde han stor succes med.  Han regnes for en af Aalborgs største korneksportøren i denne periode.  I 1840’erne var der en krise, der påvirkede kornhandlen. Under krisen led Pagh store tab på sin formue. Han oprettede nu en tømmerhandel og en rederivirksomhed vest for sin gård. På rederiets skibsværft byggedes flere af skibene til Paghs egen handelsflåde.  I 1857 anlagde han en dampmelmølle på Kastetvej. 
Pagh efterlod han sig en formue på over ½ mio. kr. 